# 积极自由
积极自由（英語：Positive liberty）是指拥有能满足一个人自身潜能的能力和资源，与消极自由，也即从外部约束中解放出来的自由相对。积极自由的概念往往也包括从内部约束中解放出来的自由。
結構與能動性的概念是积极自由概念的中心，因为一个人要获得自由，需要免受社会结构的约束才能实现其自由意志。从结构上来说，阶级歧视主义、性别歧视主义和种族主义都能限制一个人的自由。而积极自由主要和拥有社会能动性有关。无论是公民对政府的参与，还是公民的意见、利益和顾虑能被承认有效并且实践，都能增强积极自由。
尽管以赛亚·伯林的《两种自由概念》（1958）被普遍认为是第一个明确提出积极与消极自由兩種觀念的著作，法兰克福学派的精神分析学家、人本主义哲学家埃里希·弗罗姆在《逃避自由》（1941）中同样用类似方法区分了积极与消极自由，领先了伯林十多年。

## 扩展阅读
- 邓嗣源《自由、消极自由、积极自由及其它》